# Fresno de Torote
Fresno de Torote est une commune de la communauté de Madrid, en Espagne.